# 西浦村 (大阪府)
西浦村（にしうらむら）は、大阪府南河内郡にあった村。現在の羽曳野市中心部の南方、おおむね石川の左岸、南阪奈道路・羽曳野インターチェンジの周辺にあたる。

## 地理
- 河川：石川

## 歴史
- 1889年（明治22年）4月1日 - 町村制の施行により、古市郡蔵之内村・西浦村・東阪田村・尺度村・広瀬村の区域をもって発足。
- 1896年（明治29年）4月1日 - 所属郡が南河内郡に変更。
- 1956年（昭和31年）9月30日 - 古市町・高鷲町・埴生村・駒ヶ谷村・丹比村と合併して南大阪町が発足。同日西浦村廃止。

## 交通

### 鉄道路線
旧村域を近鉄南大阪線が通過したが、駅は所在しなかった。1920年まで西浦駅が所在。

### 道路
- 国道170号

現在は旧村域に南阪奈道路の羽曳野インターチェンジが所在するが、当時は未開通。

## 名所・旧跡・観光スポット・祭事・催事
- 白髪山古墳
- 利雁神社